# 6262 Javid
6262 Javid è un asteroide della fascia principale. Scoperto nel 1978, presenta un'orbita caratterizzata da un semiasse maggiore pari a 2,9085673 UA e da un'eccentricità di 0,0750872, inclinata di 3,01010° rispetto all'eclittica.